# Pfarrkirche Kirchberg an der Pielach

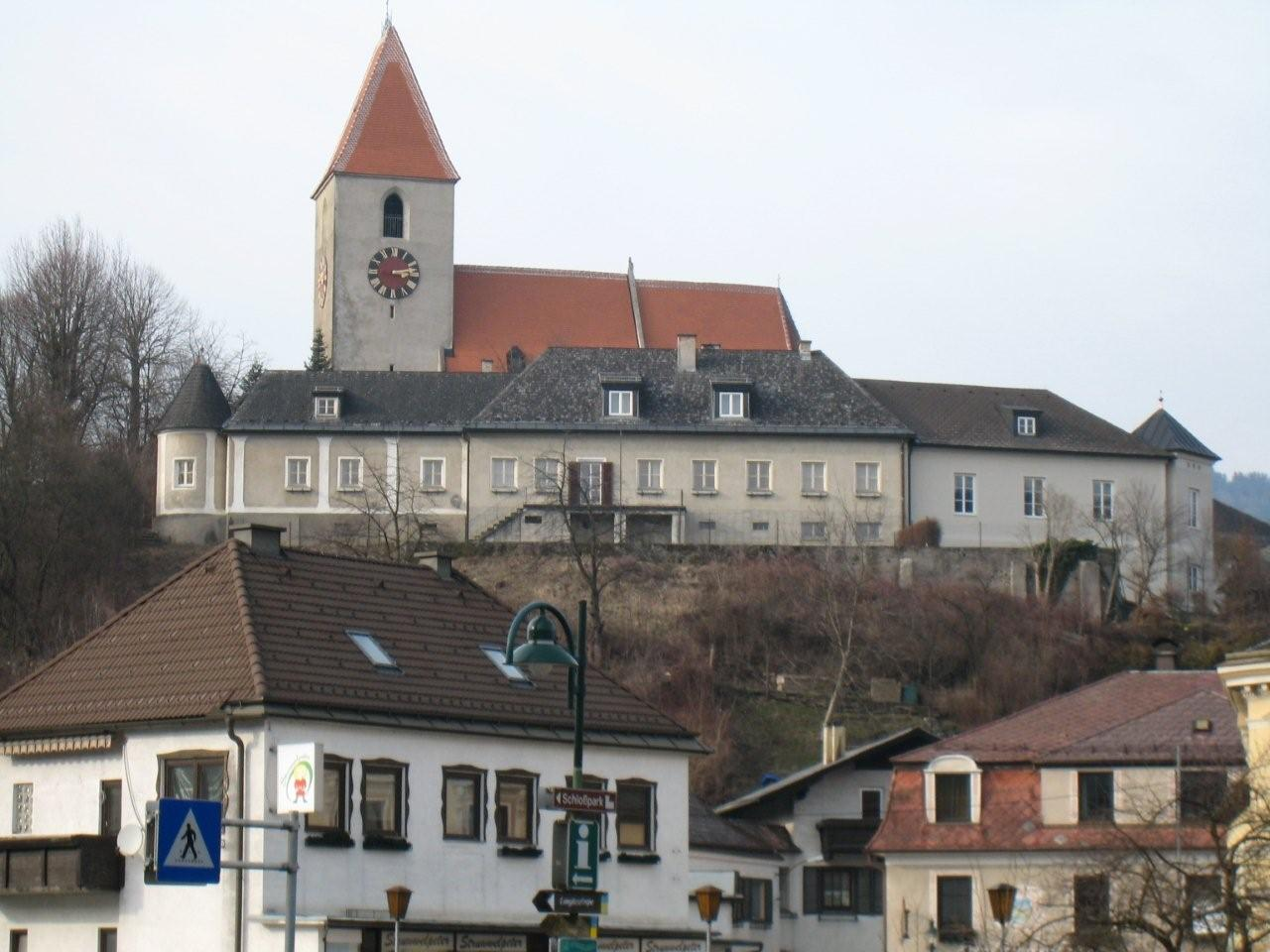
Blick vom Gemeindeamt auf die Pfarrkirche

Die römisch-katholische Pfarrkirche Kirchberg an der Pielach, eine der wenigen noch im 15. Jahrhundert entstandenen dreischiffigen Pfeilerbasiliken in Österreich, ist dem heiligen Martin geweiht. Der Ort Kirchberg an der Pielach befindet sich in der gleichnamigen Marktgemeinde im Bezirk St. Pölten in Niederösterreich.

## Geschichte
Schon im 10. Jahrhundert dürfte auf dem Kirchberg eine Kapelle aus Holz für die damals hier verstreut lebenden Waldbauern bestanden haben. Mit dem Bau der Pfarrkirche wurde in der ersten Hälfte des 13. Jahrhunderts begonnen. Das Presbyterium ist der ältere Teil der Kirche, Erweiterungen und Zubauten in den folgenden zwei Jahren gaben der Kirche ihr heutiges Aussehen.
Der Chor mit Kreuzrippengewölbe und Fünfachtelschluss gehört noch der Frühgotik an. Eine Seltenheit stellt das sechsteilige Gewölbe dar. Das dreijochige Langhaus mit Netzrippengewölbe, die zwei Seitenportale und der massige, 32 Meter hohe Turm stammen aus der Spätgotik.
Von der Mauer, die einst die Wehrkirche umgab, ist heute nur mehr ein Rest an der Südseite oberhalb des Pfarrhofes erhalten.
Sakristei, Orgelempore und zwei Nischen in den Seitenschiffen, in denen sich die Beichtstühle befinden, wurden in der Barockzeit eingefügt. Die um diese Zeit entstandene barocke Ausstattung wurde unter Dechant Josef Ertl 1890 bis 1906 durch die noch heute erhaltene neugotische Einrichtung ersetzt. Ebenso gehören mehrere Fenster der Neugotik an.
Das Kircheninnere birgt auch beachtenswerte Grabmäler aus den Jahren 1584, 1611 und 1613, die an der Kirchenmauer hinter dem Hochaltar und in der Turmnische angebracht sind.

## Inneneinrichtung

### Altäre
In der Kirche befindet sich ein neugotischer Baldachinaltar mit einer Statue des heiligen Bischofs Martin in der Mitte, flankiert von zwei Engelsfiguren, im Giebelfeld sind eine Dreifaltigkeits-Skulptur und eine Predella mit Reliefs vorhanden, welche Motive aus dem Alten Testament zeigen. Ein Frauenaltar liegt im linken Seitenschiff mit der Pieta in der Mitte, umgeben von den Statuen der heiligen Theresa und der heiligen Margaretha. Die um 1510 entstandene spätgotische Pietà befindet sich im Altarraum links. Der Jakobialtar befindet sich im rechten Seitenschiff mit der Statue des heiligen Josef, umgeben von den Figuren des heiligen Florian und des heiligen Leonhard.

### Sonstige Einrichtungen
An den Pfeilern des Mittelschiffes stehen die Statuen Herz Jesu und Herz Mariä. Außerdem ist eine barocke Dreifaltigkeit an der Orgelempore, welche um 1770 errichtet wurde.
Eine Kanzel ist mit Brüstungsreliefs verziert, die Jesus Christus als Lehrer und die vier Evangelisten darstellen.
1976 wurde von Firma Johann Pirchner aus Steinach am Brenner (Tirol) eine neue Orgel errichtet. An den Orgelemporen befindet sich ein 1897 errichteter Relief-Kreuzweg.

## Sonstiges
Organisatorisch gehört die Kirche zur Diözese St. Pölten. Pfarrer ist derzeit (2011) August Blazic.
In der Nähe der Kirche befindet sich ein altes Schulhaus, welches auch der spätere Erzbischof von Wien, Kardinal Franz König von 1911 bis 1919 besuchte.